# SAC Capital Advisors
SAC Capital Advisors (SAC Capital Partners, SAC Capital Management) était un groupe de fonds spéculatifs fondé par Steven A. Cohen en 1992 qui gérait 16 milliards de dollars et qui n'existe plus depuis 2016. Le fonds était enregistré à Anguilla, Antilles britanniques, et ses bureaux étaient situés à Stamford, Connecticut et à New York. SAC disposait également de bureaux à San Francisco, Hong Kong, Boston, et Londres.